# غيلبرت ستراود ميريت الابن
غيلبرت ستراود ميريت الابن (بالإنجليزية: Gilbert S. Merritt, Jr.)‏ هو قاضي أمريكي، ولد في 17 يناير 1936 في ناشفيل في الولايات المتحدة.